# Анджей Палаш
Анджей Фердинанд Палаш (пол. Andrzej Ferdynand Pałasz; нар. 22 липня 1960 Забже, Польща) або Андреас Паллаш (нім. Andreas Pallasch) — польський футболіст, виступав на позиції півзахисника, згодом — футбольний тренер. Виступав за збірну Польщі. Бронзовий призер чемпіонату світу 1982 року та учасник чемпіонату світу 1986 року. На даний час очолює клуб Крайсліги А «Гекенбройх».

## Клубна кар'єра
Футболом розпочав займатися в 1970 році в юнацькій академії «Гурника» (Забже), за своїм потенціалом вважався не менш талановитим, ніж Влодзімеж Любанський, але очікувань, які покладали на нього, так і не виправдав. З 1977 року виступав у першій команді «Гурника», з яким тричі ставав переможцем Першої ліга Польщі (1985, 1986, 1987).
У 1987 році підписав контракт з клубом німецької Бундесліги «Ганновер 96». Дебютував у вищому дивізіоні німецького футболу 1 серпня 1987 року й провів два успішних сезони в складі німецького клубу. Після вильоту команди з Ганновера до Другої Бундесліги переїхав до Туреччини, де став гравцем «Бурсаспору». У Туреччині провів три сезони.
1992 року повернувся до Німеччини. Завершував кар'єру в клубі «Баєр» з Дормагена, який виступав в Ландеслізі Нідеррейн (6-й дивізіон). У 1993 році отримав тренерську ліцензію категорії B, в 1997 році — категорії A.

## Кар'єра в збірній
До дебюту в основній збірній Польщі Анджей Палаш виступав за молодіжну збірну Польщі (U-20), в складі якої, в 1979 році брав участь в чемпіонаті світу серед молодіжних команд. Він зіграв на турнірі в шести матчах, в яких забив п'ять м'ячів, і зайняв четверте місце.
У головній збірній Польщі Анджей Палаш дебютував 17 лютого 1980 року в товариському матчі зі збірною Марокко, який завершився поразкою поляків з рахунком 0:1. У 1982 році Палаш взяв участь у чемпіонаті світу, він зіграв лише в двох матчах своєї збірної. На тому чемпіонаті поляки завоювали бронзові медалі, обігравши в матчі за третє місце збірну Франції з рахунком 3:2, але Анджей не брав участь в цьому матчі. У 1986 році Палаш взяв участь в своєму другому чемпіонаті світу. Поляки вийшли з групи, але вибули на стадії 1/8 фіналу, а сам Палаш не провів на полі жодної хвилини. При чому останній виступ за збірну Палаш провів за півроку до чемпіонату світу, 8 грудня 1985 року, в товариському матчі зі збірною Тунісу, який завершився поразкою Польщі з рахунком 0:1. Всього ж за збірну Анджей Палаш зіграв 34 матчі, в яких відзначився 7 голами.

## Кар'єра тренера
Після закінчення футбольної кар'єри Палаш розпочав працювати на спортивній базі в Дормагені. Він також керує футбольною школою, де один раз на тиждень навчає дітей з особливими потребами в спеціальній школі.

## Досягнення

### Командні
«Гурник» (Забже)
- Перша ліга Польщі
  -  Чемпіон (3): 1985, 1986, 1987

- Друга ліга Польщі
  -  Чемпіон (1): 1979

- Кубок Польщі
  -  Фіналіст (1): 1986

- Кубок польської ліги
  -  Володар (1): 1978

«Бурсаспор»
- Кубок Туреччини
  -  Фіналіст (1): 1992

збірна Польщі
- Чемпіонат світу
  -  Бронзовий призер (1): 1982

## Статистика

### Клубна
| Сезон   | Чемпіонат ФРН | Чемпіонат ФРН | Кубок ФРН | Кубок ФРН | Загалом | Загалом |
| Сезон   | Матчі         | Голи          | Матчі     | Голи      | Матчі   | Голи    |
| ------- | ------------- | ------------- | --------- | --------- | ------- | ------- |
| 1986/87 | 16            | 1             | 0         | 0         | 16      | 1       |
| 1987/88 | 24            | 0             | 1         | 0         | 25      | 0       |
| Загалом | 40            | 1             | 1         | 0         | 41      | 1       |

### У збірній
| №  | Дата              | Місце проведення   | Суперник       | Рахунок | Голи | Турнір                      |
| 1  | 17 лютого 1980    | Марракеш           | Марокко        | 0:1     | -    | Товариський матч            |
| 2  | 27 лютого 1980    | Багдад             | Ірак           | 1:1     | 1    | Товариський матч            |
| 3  | 27 лютого 1980    | Багдад             | Ірак           | 0:1     | -    | Товариський матч            |
| 4  | 26 березня 1980   | Будапешт           | Угорщина       | 1:2     | -    | Товариський матч            |
| 5  | 2 квітня 1980     | Брюссель           | Бельгія        | 1:2     | -    | Товариський матч            |
| 6  | 19 квітня 1980    | Турин              | Італія         | 2:2     | -    | Товариський матч            |
| 7  | 13 травня 1980    | Франкфурт-на-Майні | Німеччина      | 1:3     | -    | Товариський матч            |
| 8  | 28 травня 1980    | Познань            | Шотландія      | 1:0     | -    | Товариський матч            |
| 9  | 12 жовтня 1980    | Буенос-Айрес       | Аргентина      | 1:2     | -    | Товариський матч            |
| 10 | 19 листопада 1980 | Краків             | Алжир          | 5:1     | -    | Товариський матч            |
| 11 | 7 грудня 1980     | Гзіра              | Мальта         | 2:0     | -    | Відбіркові матчі до ЧС 1982 |
| 12 | 28 жовтня 1981    | Буенос-Айрес       | Аргентина      | 2:1     | -    | Товариський матч            |
| 13 | 15 листопада 1981 | Вроцлав            | Мальта         | 6:0     | -    | Відбіркові матчі до ЧС 1982 |
| 14 | 18 листопада 1981 | Лодзь              | Іспанія        | 2:3     | 1    | Товариський матч            |
| 15 | 19 червня 1982    | Ла-Корунья         | Камерун        | 0:0     | -    | Чемпіонат світу 1982        |
| 16 | 8 липня 1982      | Барселона          | Італія         | 0:2     | -    | Чемпіонат світу 1982        |
| 17 | 7 вересня 1983    | Краків             | Румунія        | 2:2     | -    | Товариський матч            |
| 18 | 28 жовтня 1983    | Вроцлав            | Португалія     | 0:1     | -    | Відбіркові матчі до ЧЄ 1984 |
| 19 | 12 вересня 1984   | Гельсінкі          | Фінляндія      | 2:0     | 1    | Товариський матч            |
| 20 | 26 вересня 1984   | Слупськ            | Туреччина      | 2:0     | -    | Товариський матч            |
| 21 | 17 жовтня 1984    | Забже              | Греція         | 3:1     | -    | Відбіркові матчі до ЧС 1986 |
| 22 | 31 жовтня 1984    | Мелець             | Албанія        | 2:2     | 1    | Відбіркові матчі до ЧС 1986 |
| 23 | 8 лютого 1984     | Пескара            | Італія         | 0:2     | -    | Товариський матч            |
| 24 | 5 лютого 1985     | Керетаро           | Мексика        | 0:5     | -    | Турнір у Кретаро            |
| 25 | 6 лютого 1985     | Керетаро           | Болгарія       | 2:2     | -    | Турнір у Кретаро            |
| 26 | 10 лютого 1985    | Богота             | Колумбія       | 2:1     | 2    | Товариський матч            |
| 27 | 14 лютого 1985    | Калі               | Колумбія       | 0:1     | -    | Товариський матч            |
| 28 | 27 березня 1985   | Сібіу              | Румунія        | 0:0     | -    | Товариський матч            |
| 29 | 17 квітня 1985    | Ополе              | Фінляндія      | 2:1     | 1    | Товариський матч            |
| 30 | 1 травня 1985     | Брюссель           | Бельгія        | 0:2     | -    | Відбіркові матчі до ЧС 1986 |
| 31 | 21 серпня 1985    | Мальме             | Швеція         | 0:1     | -    | Товариський матч            |
| 32 | 4 вересня 1985    | Брно               | Чехословаччина | 1:3     | -    | Товариський матч            |
| 33 | 11 вересня 1985   | Хожув              | Бельгія        | 0:0     | -    | Відбіркові матчі до ЧС 1986 |
| 34 | 8 грудня 1985     | Туніс              | Туніс          | 0:1     | -    | Товариський матч            |

Загалом: 34 матчі / 7 голів; 10 перемог, 8 нічиїх, 16 поразок.
| Рік     | Фінальні матчі ЧС | Фінальні матчі ЧС | Відбіркові матчі ЧС | Відбіркові матчі ЧС | Відбіркові матчі ЧЄ | Відбіркові матчі ЧЄ | Товариські матчі | Товариські матчі | Загалом | Загалом |
| Рік     | Матчі             | Голи              | Матчі               | Голи                | Матчі               | Голи                | Матчі            | Голи             | Матчі   | Голи    |
| ------- | ----------------- | ----------------- | ------------------- | ------------------- | ------------------- | ------------------- | ---------------- | ---------------- | ------- | ------- |
| 1980    | 0                 | 0                 | 1                   | 0                   | 0                   | 0                   | 10               | 1                | 11      | 1       |
| 1981    | 0                 | 0                 | 1                   | 0                   | 0                   | 0                   | 2                | 1                | 3       | 1       |
| 1982    | 2                 | 0                 | 0                   | 0                   | 0                   | 0                   | 0                | 0                | 2       | 0       |
| 1983    | 0                 | 0                 | 0                   | 0                   | 1                   | 0                   | 1                | 0                | 2       | 0       |
| 1984    | 0                 | 0                 | 2                   | 1                   | 0                   | 0                   | 3                | 1                | 5       | 2       |
| 1985    | 0                 | 0                 | 2                   | 0                   | 0                   | 0                   | 9                | 3                | 11      | 3       |
| Загалом | 2                 | 0                 | 6                   | 1                   | 1                   | 0                   | 25               | 6                | 34      | 7       |